# 考伊冰原島峰
77°8′S 160°22′E / 77.133°S 160.367°E
考伊冰原島峰（英語：Cowie Nunatak），是南極洲的冰原島峰，位於維多利亞地的斯科特海岸，處於迪圖爾冰原島峰以西9公里，海拔高度1,782米，現時由南極條約體系管理。